# راه‌آهن سراسری مغولستان
راه‌آهن سراسری مغولستان (انگلیسی: Trans-Mongolian Railway) یک خط راه‌آهن در مغولستان است که در ادامه راه‌آهن سراسری سیبری از طریق شهر ناوشکی وارد مغلوستان شده و پس از طی ۲۲۱۵ کیلومتر در شهر زمین-یید از این کشور خارج و وارد چین می‌شود.

## نگارخانه

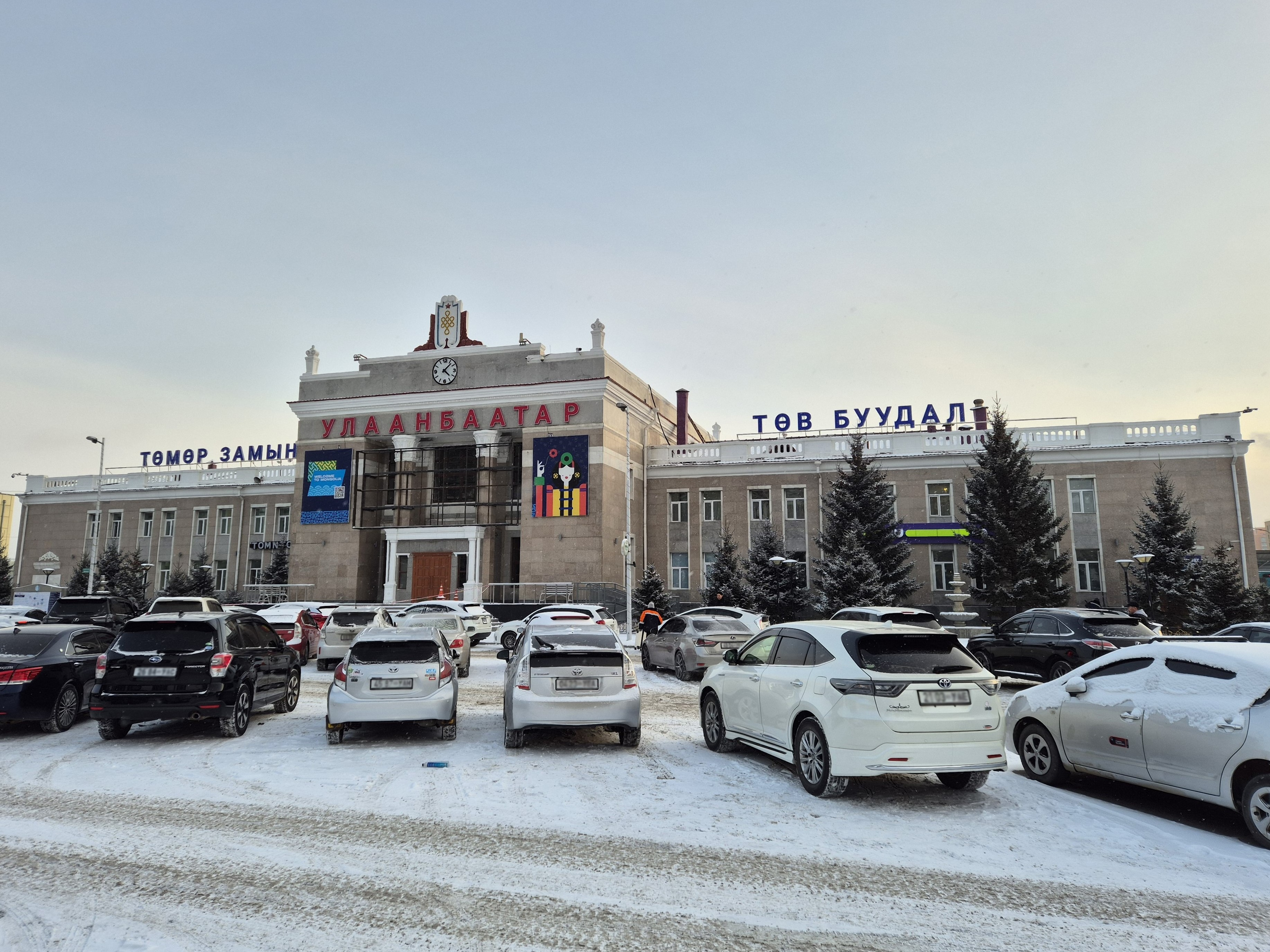
Ulan Bator railway station
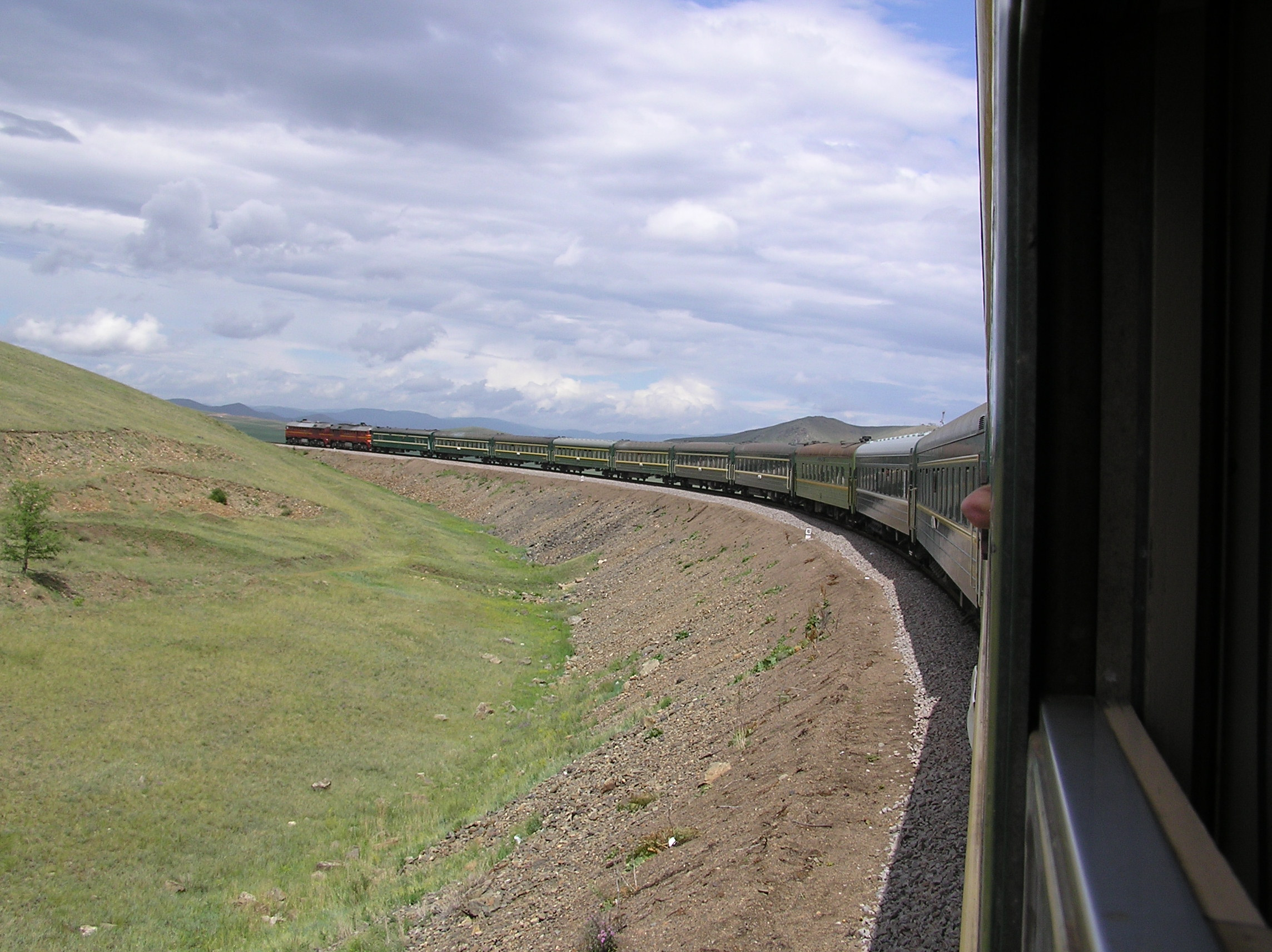
A Trans-Mongolian train passing through the بیابان گبی
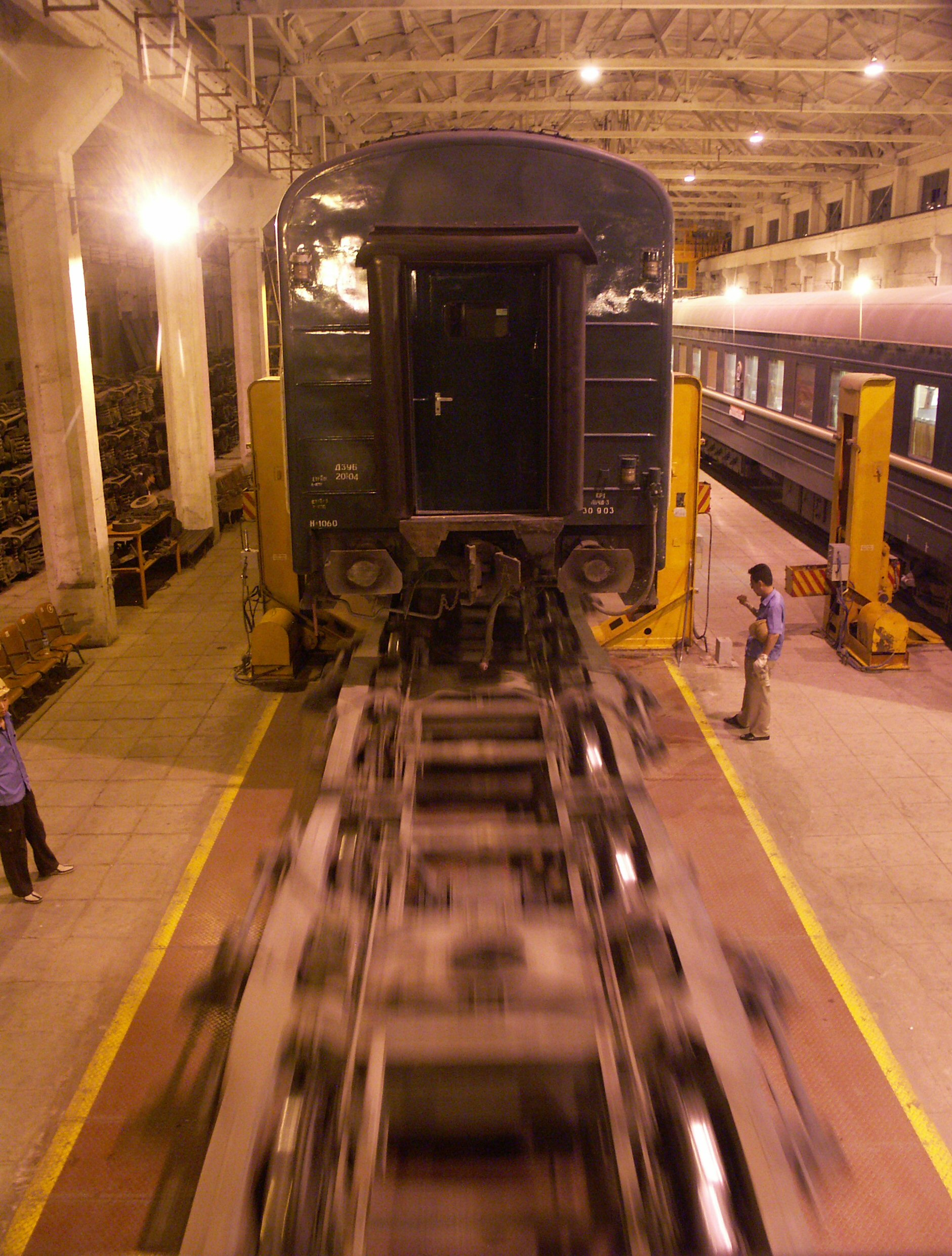
Wheels rolling below an elevated carriage during the wheel changing from Mongolian to Chinese gauge
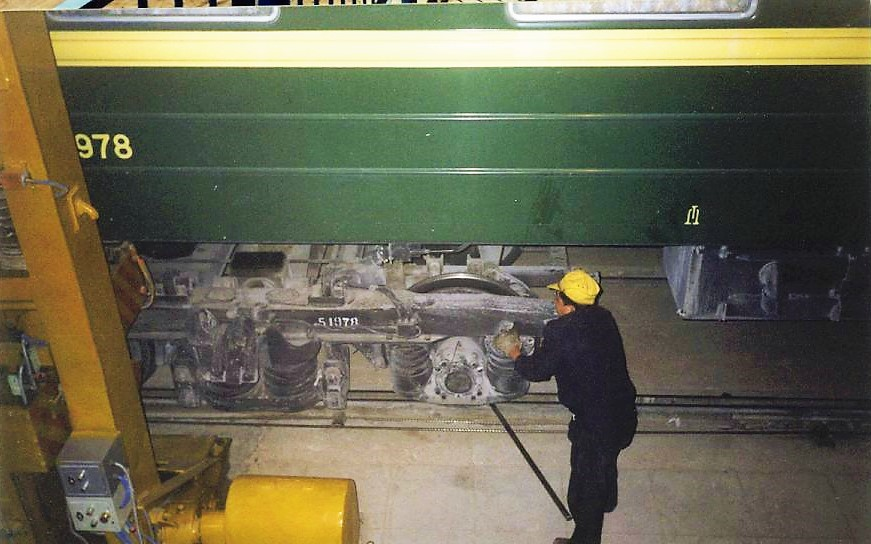
Changing the wheels from Mongolian to Chinese gauge at the border
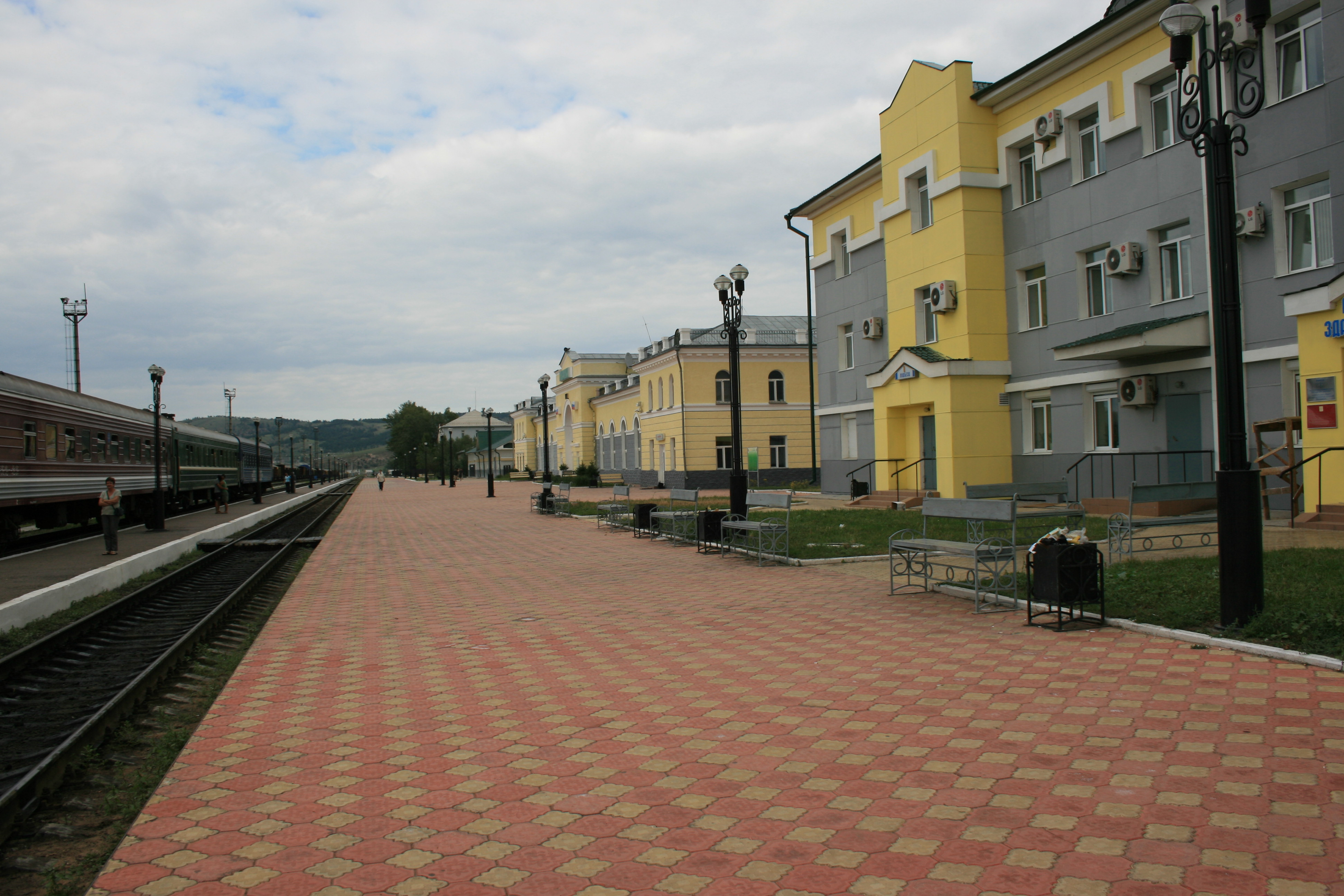
ناوشکی, the Russian border station